# Olaszliszkai lincselés
Az olaszliszkai lincselés a Borsod-Abaúj-Zemplén vármegyei Olaszliszkán 2006-ban történt brutális gyilkosság ismert elnevezése. Az áldozat, Szögi Lajos, kocsijával a falun áthajtva egy elé lépő helyi cigány kislányt majdnem elsodort. Ekkor autójával megállt, hogy meggyőződjön róla, a gyereknek nem esett baja. Bár a kislány valóban nem szenvedett sérülést, annak hozzátartozói rátámadtak az autót vezető tanárra, kirángatták a volán mögül és gyermekei szeme láttára halálra verték. Az eset kapcsán nyolc személy került előzetes letartóztatásba, ellenük különös kegyetlenséggel elkövetett csoportos emberölés megalapozott gyanúja miatt indított eljárást a Borsod-Abaúj-Zemplén megyei ügyészség. Az elhúzódó eljárás miatt az előzetes letartóztatásba kerültek közül ketten házi őrizetbe kerültek, mivel az előzetes letartóztatás ideje fiatalkorúak esetében nem haladhatja meg a két évet. 2009. május 29-én a Borsod-Abaúj-Zemplén Megyei Bíróság valamennyi vádlottat bűnösnek találta, és rájuk a lehető legsúlyosabb büntetést szabta ki.

## Az eset
2006. október 15-én Szögi Lajos (44) tiszavasvári földrajz-biológia szakos tanár két kisebbik lányával, Emesével (14) és Zsófival (5) a közeli Vámosújfaluba tartott, a 3801-es úton autózva. Délután fél négykor, amikor épp Olaszliszkán haladt át, a közlekedési szabályokat betartva, az út Kossuth Lajos utcai szakaszán átszaladt az úttesten az autója előtt egy helyi kislány, Kitti (11), aki ezt követően az út melletti vízelvezető árokba esett. A média többször tévesen tájékoztatta a közvéleményt úgy, hogy a tanár a kocsijával elsodorta volna a kislányt; a későbbi vizsgálatok ugyanis azt állapították meg, hogy: „a jármű nem ütötte el, a visszapillantó tükörbe sem akadt bele és az autón sodródási nyomok sem maradtak vissza”. Szögi Lajos megállt, hogy megnézze, nem lett-e baja a gyereknek, de az autóból kiszállni már nem tudott, mert addigra a lány bátyja a kocsihoz rohant, és annak motorháztetejére felugorva, ököllel a szélvédőre ütött, ami betört. Szögi Lajos ekkor megpróbált az autóval elindulni, de nem tudott, mivel ekkorra odaért a kislány apja, még fiatalkorú bátyja és további három rokona, akik együttes erővel kirángatták a kocsiból a férfit; majd ütlegelni, rugdosni kezdték. Ezalatt Kitti anyja kicsivel távolabbról – bujtogatva az ütlegelőket – azt kiabálta, hogy „Öljétek meg a magyart, mert meghalt a gyerek!”, holott esése után a lány beszaladt a házuk udvarára, és éppen „balesetének” hírét vett anyjának címezve mondta: „Ne sírjál, anya! Élek!”. A későbbi harmad- és negyedrendű vádlottak családjában évekkel korábban történt egy halálos kimenetelű baleset, hasonló körülmények között. Emiatti felindulásukkal próbálták az azonos rokoni körbe tartozó (gyanúsított, majd terhelt, végül elítélt) elkövetők utólag megmagyarázni, hogy miért mértek közel 100 ütést és rúgást, emberi mivoltukból kivetkőzve a köztiszteletben álló és közmegbecsülésnek örvendő, többgyermekes családapára és tanárra. A legtöbb rúgást a kislány bátyja követte el, egy másik rokon pedig nekifutásból rúgta fejbe Szögi Lajost. Kitti apja az udvarba is beszaladt, ahonnan egy baltát hozott elő, amivel le akarta vágni a földön fekvő, miattuk már súlyosan sérült ember fejét. Szögi Lajos könyörgött, hogy a lányait ne bántsák, a lincselők viszont ezután csak azért is azt ordították a két kislánynak, hogy ha nem fogják be a szájukat, akkor meg fogják erőszakolni őket. Ők ekkor elmenekültek a község közepe felé, és egy szembe jövő asszony autóját megállítva, majd a telefonját elkérve értesítették édesanyjukat és nővérüket. Mire Sátoraljaújhelyről a mentők megérkeztek, Szögi Lajos már belehalt súlyos fejsérüléseibe. Az elsődleges orvosszakértői vélemény szerint 45 ütés, rúgás érte a tanárt. Az ütések, rúgások, netán valamilyen tompa tárgytól származó sérülések túlnyomórészt a fejét és a nyakát találták el – közvetlenül ezek okozták a férfi halálát.
A rendőrség először három gyanúsítottat vett őrizetbe, köztük a helyi cigány önkormányzat akkortájt megválasztott képviselőjét. Később a gyanúsítottak körét megváltoztatták, bővítették. Az elhunytat október 21-én helyezték örök nyugalomra Tiszavasváriban. Temetésén gyászolók többezres tömege vett részt. A család mély gyászán és a személyes, valamint családja barátainak és ismerőseinek megrendülésen túl Szögi Lajos halála és annak szörnyű körülményei az egész országot megrázták. Hasonló eset, melynek elemei kísértetiesen hasonlítanak Szögi Lajoséra (zömmel cigány elkövetők; vétlen áldozat; másokat védő áldozat; többszörösen büntetett az elkövetők egy része; földön fekvő áldozatok rugdosása) az érintettségük miatt már más országokat is lesújtó, Marian Cozma meggyilkolása.

## Bírósági tárgyalás
A bűnügyet első fokon a Borsod-Abaúj-Zemplén Megyei Bíróságon Czibrik Attila bíró tanácsa tárgyalta. A bíróság elvetette az erős felindulást mint enyhítő körülményt, és megállapította, hogy a tettesek szándéka az áldozat megölése volt, így a bűncselekmény nem minősíthető halált okozó testi sértésnek. 2009. május 29-én a bíróság valamennyi vádlottat bűnösnek találta különös kegyetlenséggel elkövetett emberölés illetve felbujtás miatt, és egy tettesre életfogytiglani, öt másikra 15 évi, kettőre pedig (ők fiatalkorúak voltak) 10 évi fegyházbüntetést szabott ki. Az elítéltek fellebbeztek, így az ügy másodfokon a Debreceni Ítélőtáblán folytatódott. A jogerős ítéletet 2009. november 13-án hirdette ki az ítélőtábla, miszerint a nyolc vádlottból hárman életfogytig tartó szabadságvesztést kaptak, hárman 15-15-17 év fegyházbüntetést, ketten pedig 10-10 évet a fiatalkorúak börtönében. Az életfogytiglani szabadságvesztésre ítélt elkövetők leghamarabb 30 év letöltése után, vagyis 2036-ban bocsáthatók feltételes szabadságra.
Ezután 2010. október 20-án a Szabolcs-Szatmár-Bereg Megyei Bíróság első fokon egyetemlegesen 46 millió forint kártérítés és annak kamatai megfizetésére kötelezte a büntetésüket töltő elkövetőket, ami decemberben jogerőre emelkedett. Az elítéltek nevén azonban ekkor már nem volt értékesíthető vagyontárgy. A magyar Országgyűlés 2010 decemberében fideszes többségi döntéssel nem vette tárgysorozatba azt a képviselői törvénymódosító javaslatot, hogy különös méltánylást érdemlő esetekben az állam átvállalhassa az elkövetőt terhelő kárenyhítést.
2011. november 14-én a lincselési per 4 tanúja vádlottként állt a bíróság elé hamis tanúzás és hatóság félrevezetése miatt.
2019 júniusában a 15 év szabadságvesztésre ítélt harmadrendű vádlott esetében jogerősen úgy döntött a büntetés-végrehajtás bírósága, hogy Szarka András nem bocsátható feltételes szabadságra.
2019. július 15-én feltételesen szabadlábra helyezték ifjabb Horváth Dezsőt, jó magaviselete miatt távozhatott a Szegedi Fegyház és Börtönből.

## Viták az esemény kapcsán
Az eset ismét előtérbe tolta a „cigánybűnözés” fogalmát, valamint a cigányok egy részének gyakran óriási szociális, anyagi és erkölcsi elmaradottságát a többségi társadalomtól és beilleszkedési nehézségüket. Ezenkívül széles körben újonnan megemlítették a halálbüntetés visszaállítását, amit már nemcsak ezzel a különösen kegyetlen gyilkossággal indokoltak.
Az ügy kapcsán indult eljárásban részt vevő nyolc gyanúsított közül a kislány apja később, 2007 februárjában százmillió forint nem vagyoni kártérítésre és egymilliárd forint közérdekű célra fordítandó bírság kiszabására nyújtott be keresetet, mivel ügyvédje érvelése szerint „a bíróság és az ügyészség a »meglincselte, meglincselték« kifejezéseket használta”, mely „pedig sértette védence személyiségi jogait, hátrányosan befolyásolta a gyanúsított, valamint a romák megítélését a közvélemény előtt, és emellett akár az ítélkezési folyamatot is befolyásolhatja”. A keresetben többek között megjelölt Miskolci Városi Bíróság, illetve a megyei főügyészség – mivel nem jogi személyek – nem perelhetők, így az erről született jogerős döntés értelmében ellenük per nem indítható. A döntés után a keresetben megjelölt alpereseket az ügyben eljáró intézményekről az ügyben eljáró bírókra, ügyészekre változtatta a gyanúsított ügyvédje.
A Legfőbb Ügyészség álláspontja szerint a „lincselés” szót köznapi jelentésének megfelelően alkalmazták nyilatkozataikban, másfelől az hivatalos iratokban nem szerepelt.
Számos cigány politikus és jogvédő a keresettől való elhatárolódásra szólította fel a lakosságot, mivel „az (…) nemcsak az olaszliszkai, hanem az egész ország romáinak és a cigányság megítélésének árt.”
2007 júliusában a felperes állítása szerint visszavonta a keresetet. A döntést nyilvánosan nem indokolták, az MTI információi szerint azért döntöttek így, mert nem akartak ellenérzést kelteni a romákkal szemben. Ügyvédjét azonban döntéséről elfelejtette értesíteni, így a per megindult. Külön érdekesség, hogy 2009 végéig a romapage.hu portálon is Lincselés Olaszliszkán cím szerepelt.
2008 novemberében az egyik gyanúsítottat kiengedték a börtönből, mivel kiskorú volt a gyilkosság elkövetése idején, így két évnél tovább nem tartható előzetes letartóztatásban. Ezután házi őrizetben tartják majd fogva.

## Szögi Lajos emlékezete
Szögi Lajos emlékére 2006-ban a gyilkosság helyszínén emlékművet avattak, 2011 óta pedig október 15-én emléknapot tartanak a településen. Ezen a napon gyászlobogókat helyeznek ki a falu közintézményeire. 2015-ben a tiszavasvári Zalka Máté utcát Szögi Lajos utcára nevezték át. 2007-ben a Magyar Madártani és Természetvédelmi Egyesület  posztumusz Brellos Tamás-díjjal tüntette ki Szögi Lajost.
A történtek kapcsán Borbély Szilárd drámát írt, amely 2010 novemberében jelent meg a Kalligram folyóiratban. A művet 2015-ben állította színpadra a budapesti Katona József Színház, a Szögi család tiltakozása ellenére.
Budapest XVII. kerületében az Ezüst és Olaszliszka utcák sarkán kopjafa emlékezik Szögire.